# Lockdown 2016
Lockdown 2016 è stata la dodicesima edizione dell'omonimo evento di wrestling prodotto dalla Total Nonstop Action e la seconda a non essere trasmessa sotto forma di pay-per-view. L'evento è stato registrato il 30 gennaio 2016 presso la Wembley Arena di Londra ed è stato trasmesso il 23 febbraio 2016.

## Risultati
| # | Match                                                          | Stipulazione                                                       | Durata |
| - | -------------------------------------------------------------- | ------------------------------------------------------------------ | ------ |
| 1 | Bobby Roode e James Storm hanno sconfitto Bram e Eric Young    | Six sides of steel tag team match                                  | 08:33  |
| 2 | Trevor Lee (c) ha sconfitto Tigre Uno                          | Six sides of steel match per il TNA X Division Championship        | 06:14  |
| 3 | Jade, Marti Bell e Rebel hanno sconfitto Gail Kim e Velvet Sky | Three-on-two handicap lethal lockdown match                        | 11:15  |
| 4 | Odarg the Great ha sconfitto Eli Drake                         | Six sides of steel match                                           | 06:40  |
| 5 | Matt Hardy (c) (con Tyrus) ha sconfitto Ethan Carter III       | Six sides of steel match per il TNA World Heavyweight Championship | 11:35  |